# Thurgau
| Kanton Thurgau            |                    |
| \| Grb kantona \|         |                    |
| Položaj u Švicarskoj      |                    |
|                           |                    |
| Podaci                    |                    |
| Glavni grad               | Frauenfeld         |
| Pristupanje konfederaciji | 1803.              |
| Skraćenica                | TG                 |
| Stanovništvo              | 237 514 stan.      |
| Popis                     | 31. prosinca 2006. |
| Površina                  | 991 km²            |
| Gustoća                   | 240 stan./km²      |
| Br. općina                | 80                 |
| Jezici                    | njemački           |
| Zemljovid kantona         |                    |
|                           |                    |
| Grb kantona               |                    |

Kanton Thurgau (njemački: Thurgau, francuski: Thurgovie, talijanski: Turgovia ili latinski: Thurgovia) je kanton na sjeveroistoku Švicarske, glavni grad ovog kantona je grad Frauenfeld.

## Zemljopis
Kanton Thurgau se nalazi u sjevero istoku Švicarske. S 991 km² je jedan od većih kantona u Švicarskoj.
Susjedni kantoni su na jugu Zürich, St. Gallen, i kanton Schaffhausen a i je na ostalim dijelovima Njemačkom.

## Gradovi i mjesta
- Frauenfeld, 22’313 stanovnika
- Kreuzlingen, 18’133 stanovnika
- Arbon, 13’118 stanovnika
- Amriswil, 11’517 stanovnika
- Weinfelden, 9852 stanovnika
- Romanshorn, 9292 stanovnika
- Aadorf

### Općine u kantonu Thurgau
Općine u kantonu Thurgau

## Stanovništvo
Prema stanju iz 2000. oko 45% stanovništva kantona su protestanti a oko 36% rimokatolici. Njemačkim jezikom govori većina stanovništva i to je jedini službeni jezik u kantonu. Prema podacima od 12. prosinca 2009. u kantonu je živilo 244.330 stanovnika. Od toga broja njih 47.390 (tj. 19.9 % ) su bili strani državljani.

## Vanjske poveznice
- Službena stranica kantona Thurgaua